# Crimson Thunder
Crimson Thunder is het vierde studioalbum uitgebracht door de Zweedse metalband HammerFall en het eerste album waarvoor de band samenwerkte met de producent Charlie Bauerfeind.
De cover van deze cd werd gemaakt door Samwise Didier, die ook bekend is van zijn ontwerpen voor de Warcraft-computerspellen.

## Ranglijst[1]
| Land        | Hoogste positie |
| ----------- | --------------- |
| Zwitserland | 83              |
| Duitsland   | 13              |
| Oostenrijk  | 65              |
| Frankrijk   | 134             |
| Zweden      | 3               |
| Japan       | 82              |

## Tracklist
| Nr. | Titel                           | Schrijver(s)      | Duur |
| --- | ------------------------------- | ----------------- | ---- |
| 1.  | Riders of the Storm             | Dronjak, Cans     | 4:34 |
| 2.  | Hearts on Fire                  | Dronjak, Cans     | 3:51 |
| 3.  | On the Edge of Honour           | Dronjak, Cans     | 4:49 |
| 4.  | Crimson Thunder                 | Dronjak, Cans     | 5:05 |
| 5.  | Lore of the Arcane              | Dronjak           | 1:27 |
| 6.  | Trailblazers                    | Dronjak, Cans     | 4:39 |
| 7.  | Dreams Come True                | Dronjak           | 4:02 |
| 8.  | Angel of Mercy (Chastain cover) | David T. Chastain | 5:38 |
| 9.  | The Unforgiving Blade           | Dronjak, Cans     | 3:40 |
| 10. | In Memoriam (instrumentaal)     | Elmgren           | 4:21 |
| 11. | Hero's Return                   | Dronjak, Cans     | 5:23 |

| Nr. | Titel                                 | Duur |
| --- | ------------------------------------- | ---- |
| 12. | Rising Force (Yngwie Malmsteen cover) | 4:30 |

| Nr. | Titel                          | Duur |
| --- | ------------------------------ | ---- |
| 12. | Detroit Rock City (KISS cover) | 3:56 |

| Nr. | Titel                        | Duur |
| --- | ---------------------------- | ---- |
| 12. | Crazy Night (Loudness cover) | 3:42 |

## Bezetting
| Naam             | Functie                                                           |
| ---------------- | ----------------------------------------------------------------- |
| Joacim Cans      | leadzanger, achtergrondzanger                                     |
| Oscar Dronjak    | leadgitarist, slaggitarist, achtergrondzanger                     |
| Stefan Elmgren   | leadgitarist, slaggitarist, akoestische gitaar, achtergrondzanger |
| Magnus Rosén     | basgitarist                                                       |
| Anders Johansson | drummer                                                           |

## Releasegegevens
- De lp heeft dezelfde tracks als op de normale cd van Crimson Thunder met de eerste 6 tracks op de voorzijde en de andere 5 op de achterzijde.
- De gouden editie, met beperkte oplage, werd uitgegeven in een dvd-box en bestaat uit een gouden HammerFall-plectrum, geprinte HammerFall-handtekeningen, een bonustrack "Heeding The Call" (live) en een videoclip van het nummer "Hearts On Fire".
- De speciale stripboek editie heeft een hardback stripverhaalcover waarin de volgende items aanwezig zijn: een cd van Crimson Thunder met de bonustrack "Rising Force", een origineel stripverhaal en de originele nota's en songteksten van het album.
- De Gold-Award editie, waarvan de uitgaven erg beperkt zijn, bestaat uit een dvd-Box met daarin een gouden cd, waar alle handtekeningen van de bandleden op staan, en een plectrum met daarop het logo van de band HammerFall.
- De dvd-audio met 5.1 Dolby Surround Multichannel Surround, bevat alle tracks van Crimson Thunder en heeft als bonus een videoclip van het nummer "Hearts On Fire".
- Het groot lederen Digibook heeft een genummerde en beperkte oplage van 1,000 stuks. Het bevat drie cd's waaronder Crimson Thunder en twee 3 inch MCD's (cd's in miniformaat) met op elk één track: "Crazy Nights" (cover van de band Loudness) en "Detroit Rock City" (cover van de band Kiss).
- De Japanse versie bevat de volgende bonustracks: "Crazy Nights", "Renegade" (live) en "HammerFall" (live).